# Фрам
«Фрам» (норв. Fram — «вперёд») — норвежская деревянная парусно-моторная шхуна, специально построенная для нужд полярных исследований, в частности, длительного дрейфа в паковых льдах. Конструктор — Колин Арчер, автором проекта был Фритьоф Нансен, строительство велось под наблюдением Отто Свердрупа. От самой постройки судно было государственной собственностью. На «Фраме» в 1893—1912 годах были совершены три экспедиции к Северному и Южному полюсам:
- Норвежская полярная экспедиция (1893—1896) под началом Фритьофа Нансена,
- Норвежская арктическая экспедиция (1898—1902) под руководством Отто Свердрупа,
- Норвежская антарктическая экспедиция (1910—1912), возглавляемая Руалем Амундсеном.

В ходе этих экспедиций шхуна достигла широт 85° 57' с. ш. и 78° 41' ю. ш., дрейфовала в паковых льдах Центральной Арктики 1041 день от острова Котельный до Шпицбергена, два с половиной раза обогнула земной шар, пройдя более 54 000 морских миль (100 000 км). «Фрам» последовательно перестраивался и модернизировался для нужд экспедиций, в которых участвовал: в 1897 году был возведён спардек и увеличена высота надводного борта, в 1909 году паровая машина была заменена на дизельный двигатель. После неудачной попытки провода «Фрама» Панамским каналом, в 1914 году он был возвращён в Норвегию и поставлен на прикол, а в 1917 году полностью разукомплектован для подготовки экспедиции Амундсена на шхуне «Мод». В 1929 году была предпринята реконструкция судна под руководством и по инициативе Свердрупа. 20 мая 1936 года был открыт музей Фрама, в котором шхуна экспонируется под стеклянным шатром.

## Проект Нансена
Фритьоф Нансен утверждал, что проект достижения Северного полюса с использованием дрейфа паковых льдов формировался по результатам арктического плавания на шхуне «Викинг» в 1882 году. Кроме того, в 1883—1884 годах на восточном побережье Гренландии были найдены остатки предметов неудачной экспедиции на корабле «Жаннетта» под командованием лейтенанта американского флота Джорджа Де Лонга. Эта экспедиция потерпела крушение в 1881 году к северо-востоку от Новосибирских островов, совершив вынужденный дрейф во льдах. Норвежский метеоролог профессор Хенрик Мон в 1884 году опубликовал статью, в которой проанализировал эти находки и подтвердил догадки Нансена о существовании трансполярного течения; статья Мона стала обоснованием идеи экспедиции к полюсу.
18 февраля 1890 года Нансен выступил на заседании только что основанного Географического общества Норвегии (доклад был опубликован в мартовской книжке журнала Naturen за 1891 год). В докладе он подробно анализировал причины неудач предыдущих арктических экспедиций и сообщал:

 Бесполезно идти, как это делали прежние экспедиции, против течения, мы должны поискать, не найдётся ли течения попутного. Экспедиция «Жаннетты», по моему глубокому убеждению, единственная из всех была на верном пути, хотя случилось это не по её воле и желанию.
Нансен заявил, что предполагает существование морского трансполярного течения, проходящего от района Берингова пролива через околополюсное пространство в Гренландию. Согласно его расчётам, ледовые массы перемещаются от Новосибирских островов до Гренландии за 700 суток. Это означало, что возможно практическое использование течения.
План Нансена был таков: построить судно возможно меньших размеров и возможно более прочное. Вместимость его должна предусматривать запасы провианта и угля для 12 человек на 5 лет вперёд. Для этого, согласно первоначальным расчётам, достаточно судна в 170 брутто-тонн с паровой машиной и скоростью 6 узлов на открытой воде с полным парусным вооружением. Самое важное в полярном судне — его способность выдерживать давление льда. Для этого потребуется создать специальный корабль с бортами округлой формы, чтобы давление льдов выжимало его на поверхность.

Корабль должен иметь настолько покатые бока, чтобы напирающие на него льды не получали точки опоры и не могли его раздавить, как «Жаннетту» и другие суда различных арктических экспедиций, но выжимали бы его кверху. Для этого едва ли потребуются сколько-нибудь крупные изменения в конструкции судна; ведь даже «Жаннетта», несмотря на свою совершенно неподходящую форму, выдерживала сжатие ледяных тисков в течение почти двух лет. ...Судно должно быть небольших размеров, так как, во-первых, с маленьким судном легче маневрировать во льдах; во-вторых, во время сжатия льдов оно легче выжимается кверху, да и легче небольшому судну придать нужную прочность. ...Корабль указанной формы и величины не может, конечно, быть удобным и устойчивым для морского плавания, но это не особенно важно для забитых льдом вод...
Первоначально Нансен предполагал идти через Берингов пролив, дабы побыстрее достичь Новосибирских островов, но потом решил двигаться Северо-восточным проходом. По прибытии на место предполагалось пройти как можно севернее по открытой воде, после чего пришвартоваться к льдине и предоставить льдам всё остальное.
Дискуссия в Королевском географическом обществе в Лондоне 14 ноября 1892 года проходила напряжённо. Против Нансена выступили все авторитетные британские полярники. Большинство критиков не ставили под сомнения теоретические аргументы Нансена, но заявляли, что практически реализация плана невозможна. Находке вещей с «Жаннетты» никто из диспутантов не придал большого значения. Один из критиков — Аллен Юнг — категорически заявил, что форма судна не имеет никакого значения, ибо если во льдах не возникнет движения, выталкивающего корпус наверх, то судно неизбежно будет раздавлено льдами. Ведущий американский полярник того времени Адольф Грили скептически отнёсся к проекту идеального ледового судна, назвав намерения Нансена «бессмысленным проектом самоубийства». Он утверждал, что, даже если судно будет построено из цельных брёвен, оно будет не в состоянии противостоять напору льдов.

## Постройка
Несмотря на то, что ко времени создания «Фрама» железо и сталь прочно вошли в практику судостроения, Нансен предпочёл построить судно из дерева. Уже после окончания арктической экспедиции, когда в 1898 году Фритьоф Нансен прибыл в Петербург, его спросили, почему он остановил свой выбор на деревянном корпусе. Нансен ответил: «Не потому, что я сомневаюсь в возможности сделать корпус достаточно крепким при постройке из стали, но потому… что люди всегда склонны доверять тому, что они знают».
6 марта 1890 года 29-летний Нансен отправил письмо 58-летнему Колину Арчеру — ведущему судостроителю Норвегии, написанное в очень обтекаемых выражениях. Нансен прилагал к письму свои теоретические расчёты и эскизы и осторожно осведомлялся, взялся бы Арчер за осуществление проекта. Ответное письмо Нансен получил 14 марта, Арчер высоко отозвался о проекте и заявил, что не нашёл в нём ничего, заслуживающего критики. Переписка продолжилась 22 марта. У Нансена даже не было денег на строительство: стортинг проголосовал за бюджетное финансирование только 30 июля. Непосредственные переговоры с Арчером начались только в декабре 1890 года, для моральной поддержки Нансен взял с собой в Ларвик Отто Свердрупа. Арчер долго отказывался и колебался, контракт был подписан 9 июня 1891 года. К тому времени уже интенсивно шло обсуждение и согласование планов: Нансен, Свердруп и Арчер довольно часто встречались, шли споры относительно закупки судостроительного леса, в письме от 15 апреля 1891 года Нансен потребовал, чтобы Арчер прислал ему макет будущего судна.
В мае 1891 года военно-морская верфь в Хортене предложила поставить Нансену итальянский дуб, вылежавший под крышей более 30 лет: это были рослые брёвна до 25—28 см толщины. Арчер подсчитал, что потребуется не менее 7000 кубических футов (198,2 м³) такой древесины. Военное министерство согласилось поставить дуб по сильно сниженной цене — 25 крон за кубометр. Килевые брусья, однако, пришлось заказывать в Шотландии. Обработка древесины на верфи Арчера началась 29 июня.
28 июля 1891 года Арчер отправил Нансену чертёж будущего судна для использования в мастерских, однако после начала строительства в проект постоянно вносились улучшения. Всего Арчер построил три модели и сделал четыре комплекта чертежей. Окончательный вариант был опубликован им в 1892 году в «Норвежском журнале судоходства» (норв. Norsk Tidsskrift for Sövasen).
17 августа 1891 года Арчер и Свердруп совещались о типе парусной оснастки. Было решено установить три мачты и оснастить судно как марсельную шхуну: помимо косых парусов, на фок-мачте были установлены два рея для брейтфока и топселя. 11 сентября началась установка шпангоутов, поскольку из Шотландии прибыли 18 вязовых балок для изготовления киля, они обошлись в 93 фунта стерлингов (около 1700 крон по курсу того времени). Свердруп был направлен в Штеттин, где закупал необходимые материалы — дубовые и сосновые доски для обшивки, палубные бимсы и прочее. По контракту их стоимость составила 5000 норвежских крон. Несмотря на наступление зимы, работы не останавливались, над верфью был сооружён эллинг.
19 декабря 1891 года Нансен подписал контракт с фирмой Akers Mekaniske Wærksted на изготовление паровой машины, которая должна была быть готовой к установке к 15 мая 1892 года. Контрактом предусматривалось, что к 1 июля должны быть проведены её испытания. Машина обошлась в 2200 норвежских крон. Фундамент под неё был изготовлен из итальянского дуба, поскольку этот материал не коробился.
Нансен запланировал спуск на воду на 26 октября 1892 года, сроки определялись планами его поездки в Англию для выступления в Королевском географическом обществе. Отто Свердруп должен был поселиться на верфи в Ларвике, чтобы проконтролировать установку мачт и парусной оснастки, а также завершающие отделочные работы. Из-за внезапной болезни и Арчера, и Свердрупа, работы грозили затянуться. Тем не менее всё было завершено в срок.
День спуска на воду — 26 октября — оказался холодным. Ночью выпал снег, но небо с утра было ясным, судно было установлено в эллинге. Церемонию крещения проводила Ева Нансен — супруга начальника экспедиции, она и нарекла судно «Фрамом». При этом присутствовало несколько сотен зрителей, Арчер для их доставки даже нанял специальный пароход. Сразу после церемонии Нансен отправил телеграмму королю Швеции и Норвегии Оскару II и получил следующий ответ:

Передаю Вам сердечные поздравления с успешным прологом. Надеюсь, он явится добрым предзнаменованием всего грандиозного предприятия.
После церемонии спуска в конторе верфи Арчера состоялся банкет, на котором присутствовали и все 60 рабочих — участников постройки. На вечернем празднике в «Гранд-отеле» Ларвика состоялся оперный концерт, на котором солировал известный певец Торвальд Ламмерс — супруг сестры Евы Нансен.
Общая стоимость постройки и оснащения «Фрама» составила 117 720 крон, включая сюда 5000 крон гонорара конструктора Колина Арчера.
Достройка «Фрама» продолжилась в Кристиании, куда корпус отбуксировали в конце ноября 1892 года. Предстояло установить рангоут, такелаж и силовую установку. 2 декабря 1892 года Нансен писал Арчеру, что корпус сильно протекает, но после разбухания дерева всё должно прийти в норму. Оснащением судна по-прежнему руководил Свердруп. Арчер в тот период следил за постройкой судовых шлюпок собственной конструкции.
Эксплуатацию судна юридически осуществляла судоходная компания «Фрама», основанная Нансеном, в совет директоров входили Аксель Хейберг, предприниматель Томас Николай Фирнли и владелец пивоваренной компании Эллеф Рингнес — его коллеги по Лыжному клубу Кристиании.

## Конструкция по состоянию на 1893 год

### Корпус
«Фрам» считается самым прочным кораблём из дерева среди когда-либо построенных. По выражению С. И. Белкина, «„Фрам“ олицетворял собой высшее и последнее достижение человечества в его пассивной борьбе со льдами». Необходимое условие прочности корпуса, способного выдержать давление льдов, конструктор заложил в проект, кроме того, Нансен проводил опыты по трению различных материалов о лёд и пришёл к выводу, что корпус значительно прочнее арктического льда, что и было доказано на практике. Корабль имел значительную осадку и нетипичные для того времени обводы — поперечное сечение корпуса соответствовало форме половины кокосового ореха (как у лоцманского бота).
Длина «Фрама» по килю составляла 31,5 м, длина по ватерлинии — 36,25 м и наибольшая длина — 39 м. Ширина по ватерлинии без ледового пояса — 10,4 м, глубина трюма — 5,25 м. Нансен писал, что при неполной загрузке осадка судна достигала 3,25 м, водоизмещение при этом достигало 530 т. При водоизмещении 800 т осадка составляла 4,75 м. Грузовместимость — 402 регистровые тонны.
Киль судна был изготовлен из двух балок американского вяза, доставленного из Шотландии. Балки имели ширину боковой стороны 35,6 см и были скреплены болтами. Кильсон состоял из брусьев пич-пайна с шириной боковых сторон 38,1 см. От форштевня до машинного отделения он был сделан из двух брусьев, но под фундаментом машины был уложен только один. Киль выступал из корпуса всего на 7 см и был округлён. Шпангоуты вытёсывались из двух дубовых плах каждый, скреплённых болтами, часть из которых заклёпывалась. Каждый шпангоут имел ширину 56 см. Все топтимберсы усиливались железной оковкой во избежание деформации. Шпация — 61 см. Расстояние между шпангоутами не превышало 3—4 см. Все металлические детали конструкции «Фрама» были железными с гальваническим покрытием.
Внешняя обшивка была набрана в три слоя. Ближайший к шпангоутам слой обшивки состоял из дубовых досок толщиной 7,5 см, тщательно подогнанных и проконопаченных. Они крепились к набору судна нагелями. Второй слой был из дубовых досок толщиной 10 см, прикреплённых непосредственно к набору судна болтами, проходящими сквозь первый слой. Завершал обшивку «ледовый пояс» из гринхарта, прикреплённый ко второму слою нагелями, так что лёд мог содрать его целиком. Ледовый пояс обшивки доходил только до ватерлинии. В районе ватерлинии толщина ледового слоя была 15 см, но к килю уменьшалась до 7,5 см. Пустоты между шпангоутами и слоями обшивки были залиты смесью смолы, вара и опилок. Изнутри шпангоуты были изолированы обшивкой из пич-пайна, толщиной в разных местах корпуса от 10 до 20 см. Нансен писал, что теоретически судно должно было сохранять герметичность, даже если внешняя обшивка будет пробита насквозь. Общая толщина борта — до 81 см.
Форштевень был составлен из трёх дубовых брусьев и имел сечение 1,22 × 0,38 м. С внутренней стороны он был усилен дубовыми кницами и железными продольными связями. По форштевню проходил шпунт крепления обшивки, каждая доска имела собственное гнездо. Кроме того, снаружи форштевень был окован сегментными профильными скобами из железа, а ещё он был усилен плоскими железными шинами.
Корма «Фрама» имела особую конструкцию: Нансен не уставал повторять, что именно корма является ахиллесовой пятой полярного судна. Старнпост и рудерпост имели поперечное сечение 0,355 × 0,66 м и были изготовлены из дуба. По обеим сторонам ахтерштевня были установлены дубовые балки, доходящие до кормового подзора. По сути, ахтерштевень состоял из двух штевней, между которыми были установлены рулевой и винтовой колодцы, доходящие до верхней палубы. Шпангоуты в этой части корпуса были укреплены бимсовыми кницами, поверх ледового пояса обшивки в районе ахтерштевня были уложены плоские железные шины.
Старнпост был укреплён изнутри деревянными и железными кницами и массивным фалстарнпостом. В окно, через которое проходил сальник гребного вала, была вставлена U-образная металлическая рама, крепившаяся к килю и балкам рудерпоста и старнпоста. По обе стороны от неё были наложены аналогичные конструкции, которые были соединены сквозными болтами. Руль и винт можно было поднимать через колодцы на палубу и возвращать на место. Рулевое перо было размещено намного ниже ватерлинии, колодец можно было пропарить из машинного отделения, руль не должно было заклинить, даже если колодец целиком наполнялся льдом.
«Фрам» имел две сплошные палубы, причём вторая (нижняя) палуба шла на уровне ватерлинии, где давление льдов было сильнее всего. Однако над машинным отделением бимсы полупалубы были положены на уровне 91 см выше ватерлинии — для установки котла и паровой машины. Ют, таким образом, тянулся от ахтерштевня до грот-мачты. Бимсы верхней палубы были выполнены из американского и немецкого дуба, бимсы юта и второй палубы — из пич-пайна и норвежской сосны. Поперечное сечение бимсов было одинаковым: 20,32 × 20,32 см. Общее количество книц достигало 450, они связывали палубные бимсы с продольными конструкциями. Для эластичности кницы сделали из норвежской сосны, корневой её части.
Палубные бимсы снизу подпирались диагональными стойками, всего их было 68. Палубный настил — из норвежской сосны, осмолённая палуба была чёрного цвета. Настил верхней палубы имел толщину 10 см, нижней — 7,5 см. Между бимсами верхней и нижней палуб находились три ряда пиллерсов. Вторую палубу поддерживал один ряд пиллерсов, опирающихся на кильсон, а бимсы юта покоились на двух рядах пиллерсов. Система была устроена так, что давление льда равномерно распределялось между всеми конструкциями.
Корпус был разделён на три отсека двумя водонепроницаемыми переборками. Первая переборка располагалась позади фок-мачты, вторая — перед машинным отделением. Пайолы сделаны из пич-пайновых досок толщиной от 10 до 15 см, а у некоторых досок — до 20 см. Наружная сторона пайола оклеена просмолённым войлоком, а пустоты заполнены крошёной пробкой. С внутренней стороны пайолы оклеивались войлоком и покрывались линолеумом, так же изолировались и переборки. Палубный настил с внутренней стороны обивался оленьими шкурами и войлоком, всё это было зашито еловыми досками для уменьшения конденсации влаги. Толщина теплоизоляционного слоя на палубе составляла 40 см. Машинное отделение было изолировано пробковыми панелями толщиной 15—18 см. Двери в жилые помещения были сделаны в две доски, изолированные оленьими шкурами, высота комингсов — 37 см, для уменьшения потерь тепла и сквозняков.
Корпус от релингов до верхнего края ледового пояса был окрашен в белый цвет, ниже — в чёрный. Палубная надстройка была окрашена в ярко-красный цвет и должна была быть хорошо видна во льдах.

### Парусное вооружение, шлюпки, силовая установка
Парусное вооружение принималось как у марсельной шхуны. Мачты были довольно высокими, например, грот-мачта имела длину 24,5 м, не считая грот-стеньги длиной 15,5 м. Из-за этого дозорная бочка оказывалась на высоте 32 м над уровнем моря. Общая площадь парусов по проекту — 600 м². Стоячий такелаж — из стальных тросов, бегучий — пеньковый.
На юте располагался ходовой мостик от борта и до борта, он был соединён с бизань-мачтой. Имелась также палубная надстройка, в которой располагались штурманская рубка и маленькая рабочая каюта с печью (Нансен некоторое время использовал её как личную лабораторию).
На «Фраме» имелось восемь шлюпок, в том числе два больших палубных баркаса длиной 8,8 м и шириной 2,2 м. Они имели парусное вооружение. Вместе они могли вместить весь экипаж с большим запасом провианта и предназначались для продолжения дрейфа в случае гибели судна. Баркасы были изготовлены из дуба и имели гладкую обшивку. Четыре малые шлюпки имели длину 6,3 и ширину 1,9 м, будучи изготовлены по образцу китобойных, они также были снабжены парусным вооружением, палубы не имели. Две из них были построены из дуба, две — из вяза. Имелся также моторный бот длиной 6,3 и шириной 1,6 м, но он принёс много хлопот и со временем был разобран. Имелась также малая плоскодонка (норвежский прам). Оба баркаса были размещены на большом трюмном люке, бот и прам крепились на палубе, четыре малые шлюпки висели на шлюпбалках.
Паровую машину и котёл изготовили в фирме Akers Mekaniske Wærksted, конструктором машины был инженер Нёрбек. Это была машина тройного расширения, конструкция была выбрана исходя из её экономичности. На случай аварии механизм был оборудован особой кулисой, которая позволяла отключить один или два цилиндра, превращаясь в машину высокого или низкого давления, а также в компаунд. Режим компаунда сознательно использовался при плавании во льдах: он позволял «Фраму» максимально разгоняться и успешно форсировать ледовые перемычки. Машина имела номинальную мощность 220 л. с., позволяя развивать в штиль на чистой воде 6—7 узлов. Чугунный двухлопастной винт можно было поднять из воды за несколько минут, было взято два запасных винта. Паровой котёл питался забортной водой, поэтому периодически его нужно было очищать от морской соли, оседавшей на дне при испарении.
Для выработки электричества на «Фраме» была установлена динамо-машина, которая могла работать либо от паровой машины, либо от ветряка. Был также взят ручной («конный») привод, но им так и не воспользовались — Нансен рассчитывал, что он сможет пригодиться как средство убить время во время полярной ночи. Оказалось, однако, что у команды нашлась масса других занятий. От паровой машины работала главная трюмная помпа, которую можно было подключить к любому помещению на судне.
Корпус судна с наполненным котлом весил 420 т. При грузоподъёмности в 380 т «Фрам» мог взять запас угля в 250 т, чего считалось достаточным на 4 месяца полного хода. Паровой котёл расходовал около 2,8 т угля в сутки при умеренной нагрузке. Помимо угля, на «Фраме» имелся запас в 16 тонн керосина, используемого в основном для освещения и отопления жилых помещений. Для топки котла в дополнение к углю было взято 20 тонн сырой нефти (Нансен называл её «обыкновенным горным маслом»). Для сжигания в топке котла нефти была выписана из Англии форсунка, устанавливаемая на паровозах, однако ещё в начале плавания выяснилось, что котёл сильно перегревался, поэтому нефть для движения больше не использовалась. В августе 1894 года, уже во время дрейфа, Нансен перевёл на питание нефтью камбузную плиту, оборудовав капельную горелку, что сильно сберегало керосин (конфорок на плите не было, горелка нагревала медную панель, на которую и ставились котлы, чайники и кастрюли).

### Условия обитания команды
В конструкцию «Фрама» были заложены повышенные требования по обитаемости и компоновке внутреннего пространства, чтобы экипаж из 12 человек мог находиться на шхуне в путешествиях сроком до пяти лет. Жилые помещения располагались под кормовой полупалубой и были отделены от бортовой обшивки тремя слоями еловых досок с теплоизоляцией из войлока, оленьих шкур и пробки.
Все члены команды на борту «Фрама» жили в одинаковых условиях. Центром жизни была кают-компания трапециевидной формы, площадью около 20 м² (длина 4,4 м; ширина носовой переборки 5,35 м; кормовой — 3,45 м). Высота кают-компании — 2,4 м, объём около 47 м³. Со всех сторон салона располагались каюты экипажа — четыре индивидуальные каюты командного состава и две четырёхместные каюты рядового состава. Каюты командного состава по площади не превышали 4 м² (как купе в современном железнодорожном вагоне), все они были единообразно оборудованы: узкие койки-диваны вдоль стены, запирающиеся шкафы и книжные полки. Четырёхместные каюты матросов имели площадь по 8—9 м², койки там располагались в два яруса. Каюты с целью сохранения тепла даже не имели иллюминаторов, кают-компания освещалась потолочным иллюминатором с тройной рамой. Освещались жилые помещения дуговыми электрическими лампочками и керосиновыми лампами, которые также были резервным отопительным средством. Поскольку членов команды в итоге было не 12, а 13 человек, для одного из них не было постоянного спального места; в начале плавания кок, страдавший от жары на камбузе, использовал для сна одну из шлюпок.
Выходы из кают-компании были снабжены тамбурами, они шли по обеим сторонам камбуза. Каждый тамбур закрывался четырьмя дверями. У передней переборки салона между тамбурами располагался длинный диван, перед которым стоял общий обеденный стол. Через салон проходила бизань-мачта, окружённая узкой скамьёй. Убранство помещений было выполнено в норвежских национальных цветах — белом, красном и синем. Потолочный иллюминатор кают-компании был украшен витражом, на котором был изображён герб Норвегии. Кают-компания и каюты были украшены произведениями норвежских живописцев — подарками членам экспедиции. Оружие также хранилось в кают-компании. У задней переборки кают-компании между дверями в каюты матросов располагалась керосиновая печь — единственный источник тепла, через её дымоход осуществлялась вентиляция. Каюты обогревались через вентиляционные отдушины в дверях. Зимой в помещениях поддерживалась температура +22 °C. Нансен отмечал, что из-за печи воздух был излишне сухим: панели на стенах и потолке высохли и съёжились.

### Мореходные качества
Все авторы, писавшие о «Фраме», подчёркивали превосходные мореходные качества корабля, не предназначенного к плаванию по открытой воде. Скруглённые обводы и отсутствие выступающего киля делали судно чрезвычайно валким — в начале плавания команда сильно страдала от морской болезни. Однако всё изменилось после появления ледовых полей в Баренцевом море. Нансен в дневнике от 27 июля 1893 года писал:

Уже при этой первой схватке со льдами поняли мы, какое превосходное ледовое судно «Фрам». Вести его сквозь тяжёлые льды — истинное наслаждение. Его можно вертеть и поворачивать, как «колобок на блюдце». Не было такого извилистого и тесного прохода, через который нельзя было бы провести «Фрам». Но как это трудно для рулевого! То и дело раздается команда: «Право руля!», «Лево руля!», «Прямо!», «Ещё право руля!» — и так беспрерывно. Рулевой только и делает, что крутит и крутит штурвал, обливаясь по́том; рулевое колесо вертится, словно колесо самопрялки. И «Фрам» виляет и проходит между ледяными глыбами, даже не задевая их. Была бы только самая узенькая щель, — «Фрам» проскальзывал сквозь неё. Где никакого прохода не было, — судно грузно ложилось на лёд, таранило его изо всей силы своим покатым форштевнем и подминало лёд под себя, раскалывая ледяные глыбы надвое. И какая прочность! Когда «Фрам» идёт полным ходом, не слышно ни треска, ни звука, корпус лишь чуть вздрагивает.
В экспедиции Руаля Амундсена «Фраму» пришлось совершить кругосветное плавание, для которого судно было перестроено. Мореходные качества судна проявились здесь в полной мере. В мае 1910 года Амундсен писал:

Перед отплытием я слышал самые противоречивые суждения о достоинствах «Фрама» как парусного судна. Одни говорили, что ветер его вообще не сдвинет с места. Другие не менее горячо утверждали противное: дескать, «Фрам» — настоящий крейсер. Как обычно, истину и тут следовало искать где-то посередине между двумя крайностями. Гоночным наше судно нельзя было назвать, но и неповоротливым тоже. Подгоняемые свежим норд-остом, мы шли к Ла-Маншу со скоростью семи узлов и были вполне довольны.
В октябре 1910 года Амундсен оставил следующие впечатления:

Проходя меридиан мыса Доброй Надежды, мы впервые попали в настоящую бурю. Поднялась высоченная волна, и тут мы узнали по-настоящему, на что способно наше замечательное судёнышко. Любой из этих могучих валов мог бы мгновенно опустошить всю нашу палубу, но «Фрам» этого не допускал. Всякий раз, когда волна настигала судно и, казалось, она сейчас обрушится на низкую корму, «Фрам» элегантно взмывал вверх, а гребень вала смиренно нырял под него. Даже альбатрос не мог бы лучше перевалить через волну. Известно, что «Фрам» рассчитан на льды, это верно, но верно и то, что, когда Колин Арчер создал свой знаменитый шедевр, его полярное судно стало одновременно и образцом судна с редкостными мореходными качествами. Увёртываясь от волн, «Фрам» поневоле кренился; мы это испытали на себе. Всё время, пока мы шли в поясе западных ветров, не прекращалась качка, но со временем мы свыклись и с этим неудобством.

## Экспедиции

### Через арктические льды к Северному полюсу
«Фрам» отплыл 24 июня 1893 года из залива Пиппервик от виллы Нансена «Готхоб» в Люсакере. До 15 июля судно шло вдоль берегов Норвегии, загружая припасы, а Нансен дал серию публичных выступлений с целью покрытия финансовых расходов экспедиции. Нагрузка «Фрама» превысила конструкционную на 100 тонн. Покинув Вардё, «Фрам» пустился по Баренцеву морю и 29 июля вошёл в Югорский Шар, в ненецкое становище Хабарово, куда были доставлены 34 остяцкие лайки. Карское море пересекли благополучно, оказавшись на траверзе Енисея 18 августа. Продвижение «Фрама» сильно замедлилось при попадании в ледовые поля и зоны т. н. «мёртвой воды» (тонкий слой пресной воды растекается по горизонту морской воды, создавая сильное сопротивление на границе плотности). К 7 сентября экспедиция была у полуострова Таймыр, мыс Челюскин преодолели 9 сентября в сильную снежную бурю, грозившую вынужденной зимовкой.
Далее «Фрам» пошёл на север по открытым разводьям, огибая остров Котельный. Нансен рассчитывал добраться до широты 80°, но сплошные ледовые поля остановили «Фрам» 20 сентября на 78° с. ш. 28 сентября собаки были спущены с борта на лёд, а 5 октября было официально объявлено о начале дрейфа. В тот день на борту шла великая война с клопами и тараканами. Самым эффективным методом было признано вымораживание, поэтому первые месяцы зимовки жилые помещения не отапливались; меховую одежду вынесли на верхнюю палубу.
Паровая машина была разобрана и законсервирована, чтобы освободить место для мастерской. Деревянный корпус во время свободного плавания умеренно протекал, но по мере замерзания воды течь прекратилась: с декабря 1893 до июля 1895 годов команда «Фрама» не притрагивалась к помпам. Летом 1895 года льды вокруг судна полностью растаяли, и открылась течь в машинном отделении, вероятно, лёд, намерзая в пазах обшивки, создавал щели.
9 октября 1893 года на практике была проверена конструкция «Фрама»: произошло первое ледовое сжатие. Судно всё это время беспорядочно дрейфовало на мелководье (130—150 м). К 19 ноября «Фрам» находился южнее, чем в момент начала дрейфа. Полярная ночь началась 25 октября, к этому времени на борту был смонтирован ветрогенератор. 26 октября впервые торжественно отпраздновали годовщину спуска «Фрама» на воду, этот праздник неизменно отмечался и впоследствии. Нансен отмечал, что к судну его экипаж относился почти как к живому существу и считал его не только домом, но и полноправным участником команды.
Только 19 мая 1894 года «Фрам» достиг 81° с. ш., двигаясь в среднем со скоростью 1,6 мили в сутки. Нансен опасался, что, если скорость дрейфа будет постоянной, на пересечение полярного бассейна понадобится не менее 5—6 лет. В этот период было сделано замечательное открытие: на месте мелководного Полярного бассейна обнаружился океан глубиной до 3850 м. Нансен не предполагал наличия таких глубин, в результате чего на «Фраме» не оказалось лотлиня подходящей длины, и его пришлось сделать на борту из запасных такелажных снастей: стальной трос был размотан на проволоки, из которых был сплетён лотлинь длиной 5000 м. Все работы велись на льду при температуре −40 °C.
К концу лета 1894 года Нансен убедился, что судно не достигнет полюса, и твёрдо решил в 1895 году отправиться в санный поход. 16 ноября 1894 года Нансен объявил команде, что покидает судно в будущем году, «Фрам» к тому времени находился в 750 км от мыса Флигели и на расстоянии примерно 780 км от Северного полюса. В спутники Нансен наметил 27-летнего Ялмара Юхансена — самого опытного лыжника и каюра в экспедиции.
С 3 по 5 января 1895 года «Фрам» испытал сильнейшие за всю экспедицию ледовые сжатия, так что команда готова была эвакуироваться на лёд. Главной опасностью были торосы высотой более 2 м, которые могли всей массой обрушиться на палубу, и с дополнительным грузом в сотни тонн «Фрам» не смог бы подняться из ледового ложа (лёд вокруг судна имел толщину 9 м). К концу января экспедицию вынесло течениями на широту 83° 34’ с. ш. Тем самым был побит рекорд Грили 1882 года — 83° 24’ с. ш.
Нансен с Юхансеном 14 марта 1895 года покинули судно с 28 собаками и 850 кг груза на трёх нартах. После тяжёлого перехода по дрейфующим льдам они достигли 8 апреля 1895 года 86° 13’36’’ с. ш. и повернули к мысу Флигели. До Северного полюса оставалось около 400 км. В августе, съев всех собак, Нансен и Йохансен достигли Земли Франца-Иосифа и зазимовали с 28 августа 1895 по 19 мая 1896 года в построенной ими землянке в западной части острова Джексона. 17 июня 1896 года Нансен случайно наткнулся на Фредерика Джексона, который со своей экспедицией с 1894 года находился на мысе Флора.
К моменту ухода санной экспедиции «Фрам» находился на 84° 04’ с. ш. и 102° в. д. Нос его был обращён на юго-восток. Судно вмёрзло в лёд семиметровой толщины и имело крен на левый борт. Выжатый лёд доходил у шканцев до релингов. Сразу после ухода Нансена Свердруп заставил команду очистить «Фрам» от торосов, одновременно в Великом бугре, образовавшемся 27 января, были оборудованы кузница и эвакуационный склад.
На борту стало просторнее: Свердруп переехал в каюту Нансена, а штурман Якобсен, до того ютившийся в четырёхместной каюте, переехал в бывшее командирское жилище. Из-за износа ветряка пришлось демонтировать электрическое освещение и перейти на керосиновые лампы уже в первую неделю июня. Дрейф продолжался успешно: 15 ноября 1895 года «Фрам» достиг 85° 55’ с. ш., только 35 км южнее крайней точки, достигнутой Нансеном в апреле того же года, а 28 ноября судно достигло 60° в. д. — на этом меридиане находилась Новая Земля. Главным научным открытием этого периода стало обнаружение тонких пластов глубинного льда, образующегося на границе горизонтов охлаждённой солёной воды и горизонта опреснённой воды при тихой погоде, когда не происходит их перемешивания.
Начало 1896 года ознаменовалось морозом −43 °C, сильные ледовые сжатия на сей раз начались в феврале. Самым холодным днём за всю экспедицию было 15 января, когда температура опустилась до −52 °C. 22 февраля разразился сильнейший шторм, сила ветра доходила до 17 м/сек, при этом до конца недели невозможно было топить печку — тяга совершенно отсутствовала. В апреле началось таяние льда, поэтому содержимое всех складов было водворено в трюмы «Фрама». В мае 1896 года появились признаки того, что «Фрам» может освободиться в том же году: очередное сжатие 13 мая открыло широкую полынью-канал. По сообщениям Свердрупа, тянулась она до горизонта. 19 мая впервые с 1893 года развели пары́. Всё лето проводились бурильные и взрывные работы на льду. Только в 03:15 13 августа, пройдя 180 морских миль в ледовых полях за 28 ходовых дней, «Фрам» окончил 1041-дневный дрейф. Он находился к северу от Шпицбергена. 14 августа 1896 года «Фрам» прибыл на остров Данскёйя, где команда посетила инженера Саломона Андре, намеревавшегося покорить Северный полюс на воздушном шаре. О Нансене не было известий, поэтому Свердруп решил идти на родину и, если Нансен всё ещё не вернулся, запастись топливом и идти на поиски (на борту оставалось провианта минимум на два года вперёд). Переход в Норвегию осуществлялся при попутном ветре, скорость судна временами достигала 9 узлов. Ночью 20 августа «Фрам» бросил якорь в Скьёрвё (ныне — Шервёй), где Свердруп узнал о возвращении Нансена неделю назад. В полном составе экспедиция воссоединилась в Тромсё в 16:00 23 августа 1896 года после 17 месяцев разлуки.

### Научные исследования Свердрупа
Предварительный план новой экспедиции был готов уже в сентябре 1896 года, когда Нансен и Свердруп только прибыли в Кристианию. Во время разгрузки «Фрама» в Люсакере Нансен предложил Свердрупу стать руководителем новой полярной экспедиции. Идея была предложена арматорами «Фрама» — Акселем Хейбергом и пивоварами Эллефом и Амундом Рингнесами. Они же брали на себя финансирование новой экспедиции и первоначально хотели, чтобы во главе её встал Нансен, но тот только что воссоединился с семьёй. Целью экспедиции был о. Гренландия, однако Свердруп оговорил своё право менять маршрут; достижения Северного полюса не предполагалось.
Экспедиция 1893—1896 годов показала, что жилые помещения были слишком тесны и неудобны, кроме того, новые задачи требовали увеличения экипажа до 16 человек. Мореходные качества «Фрама» также оставляли желать лучшего: рассчитанный на давление льдов корпус был валким, судно слишком быстро разворачивалось к ветру под парусами, а также имело малую скорость. Поскольку «Фрам» был государственной собственностью, стортинг в 1897 году выделил 20 000 крон на реконструкцию судна.
В июле 1897 года «Фрам» был отбуксирован на верфь Колина Арчера в Ларвик. Все изменения в конструкции судна обосновывал сам судостроитель. Свердруп и Арчер решили надстроить на верхней палубе «Фрама» спардек от машинного отделения до самого носа высотой 7 футов 4 дюйма (2,24 м). Надводный борт судна увеличивался до 6 футов (ранее — 2 фута). Для размещения экипажа образовывалась надстройка длиною около 20 м и шириной в 10 м. Теперь в верхнем помещении была большая кают-компания и шесть кают командного состава и научных сотрудников, а 10 человек рядового состава располагались в старых жилых помещениях на корме. Каюты теплоизолировались обычным для «Фрама» способом, новшеством была воздушная прослойка в один фут, заполненная крошенной пробкой. В трюмах были навешены потолки, изолированные пробкой и картоном для уменьшения конденсации влаги.
В новых жилых помещениях были оборудованы потолочные иллюминаторы, салон также получил естественное освещение. Отапливались жилые помещения печками в обеих кают-компаниях, вентиляции помещения по-прежнему не имели. Электрооборудование было демонтировано. Освещался и отапливался «Фрам» керосином. На зимовке «Фрам», как и в первом плавании в Ледовитый океан, дополнительно теплоизолировался: потолочные иллюминаторы запрессовывали снегом, а над всей палубой растягивали тент для уменьшения теплоотдачи. Палубу над жилыми помещениями также засыпа́ли толстым слоем снега.
Для улучшения мореходных качеств был добавлен фальшкиль 15 дюймов высотой. На 7 футов была удлинена фок-мачта, почти сравнявшись длиной с бизань-мачтой. Силовую установку (паровую машину тройного расширения в 220 л. с.) не меняли. Обмеры после перестройки показали, что вместимость «Фрама» составила 510 рег. т., против 402 в 1893 году.
«Фрам» отплыл из Кристиании 24 июня 1898 года — ровно через пять лет после начала предыдущей экспедиции. До 1902 года экспедиция Свердрупа работала в Канадском арктическом архипелаге. В результате путешествия были открыты острова Аксель-Хейберг, Эллеф-Рингнес, Амунд-Рингнес и другие. Были обследованы практически все проливы архипелага и нанесён на карту западный берег острова Элсмир. Все вновь открытые земли объявлялись владением Норвегии, но страна тогда находилась в унии со Швецией, а правительство в Стокгольме проигнорировало юридическую сторону открытия. Специфические свойства «Фрама» как полярного судна использовались в минимальной степени: команда в основном передвигалась на собачьих упряжках и шлюпках, а судно служило зимовочной базой. В 1899 году экспедиция потеряла двух человек — врач-наркоман Свендсен застрелился летом, а кочегар Браскерюд умер зимой от пневмонии и отсутствия врачебной помощи.
27 мая 1900 года на «Фраме» произошёл серьёзный пожар: искры из камбузной трубы подожгли тент, растянутый над всем судном, занялась крыша рубки, а затем вспыхнули пиломатериалы и 16 каяков, пропитанных для водонепроницаемости керосином. Стали гореть и ванты, кроме того, на палубе стоял бак с 200 литрами керосина. Благодаря решительности ботаника Симмонса и слаженности действий команды пожар удалось потушить. Свердруп тогда находился в санном походе, из которого вернулся в июне. На обратном пути, 31 августа 1902 года, когда судно находилось в 200 милях от южной оконечности Гренландии, произошла серьёзная авария паровой машины, которую можно было отныне запускать на небольшой срок и только при низком давлении пара; остальной путь пришлось проделать под парусами. 19 сентября 1902 года «Фрам» благополучно вернулся в Ставангер.
Экспедиция подробно обследовала территорию в 260 тыс. км² — больше, чем какая-либо из предшествующих (всего было совершено 15 санных походов суммарной продолжительностью 762 дня, пройдено 17 515 км, не считая экскурсий в 80—400 км на 5—25 дней). В научном отношении экспедиция картографировала территорию, сопоставимую с Норвегией, южнее Тронхеймс-фьорда. Были доставлены образцы горных пород, ископаемые останки флоры и фауны, обширные зооботанические коллекции (более 50 тысяч единиц), 2000 образцов низших животных, пробы планктона и грунта. Одними из наиболее интересных находок были хорошо сохранившиеся секвойи и кипарисы возрастом 45 млн лет. Обработка этих материалов заняла 20 лет.
После возвращения «Фрам» не использовался и отстаивался у причала военно-морской верфи в Хортене. В 1903 году для предохранения от поражения древоточцами киль и форштевень судна были окованы цинковыми листами.

### Реконструкция «Фрама» в 1909 году
Реконструкция «Фрама» была рекомендована ещё в 1902 году Отто Свердрупом, но судно было поставлено на прикол, лишившись всего парусного вооружения в пожаре 1905 года. Время от времени судно ставили в док и смолили подводную часть, этим текущий ремонт исчерпывался. В 1907 году случайно обнаружилось, что наружная обшивка ниже ватерлинии источена червём, поэтому всю подводную часть срочно обшили цинковыми листами. Министерство обороны Норвегии в официальном письме от 5 июня 1908 года обратилось к военно-морской верфи с предложением поставить корабль на берегу и обеспечить его посещение туристами. Однако без снаряжения и такелажа «Фрам» весил 640 т (осадка на носу 3,5 м, на корме — 4,25 м), и установка его на берегу обошлась бы в слишком крупную сумму.
После переговоров между руководством военно-морской верфи Хортена и Руалем Амундсеном 9 марта 1909 года был заключён договор о переоборудовании «Фрама»: 77-летний Колин Арчер к тому времени отошёл от дел, но успел провести 1 июня 1908 года генеральную ревизию судна. Выяснилось, что обшивка кают была поражена грибком и начала гнить. Подверглись поражению грибком балки верхней палубы и т. п. Нижняя палуба хорошо сохранилась, дубовые конструкции не подверглись гниению, но все еловые панели в трюмах были поражены грибком. Угольные ямы также были поражены гниением, то же самое касалось степсов мачт. Осенью 1909 года «Фрам» был введён в док, корпус был основательно очищен и полностью окрашен в чёрный цвет, палубные надстройки были покрыты белой краской. Были удалены все деревянные панели и внутренняя обшивка корпуса, все новые деревянные части были пропитаны фенолом или смолой. Были изготовлены новые мачты и оснастка, однако на новые паруса не хватило денег, и потому «Фрам» отправился в путь с некомплектом.
Главным изменением была замена двигателя. Паровая машина, служившая Нансену и Свердрупу, была заменена четырёхтактным четырёхцилиндровым дизельным двигателем с реверсивной тягой. Соответственно, ненужными оказывались угольные ямы, но требовались цистерны на 90 тонн керосина и смазочных материалов, их разместили в бывшей котельной. Баки заполнялись через верхнюю палубу посредством насоса и вентилей с горловинами. Соединительных труб между топливными танками не было. Расходный топливный бак располагался непосредственно в машинном отделении и имел асимметричную форму.
Дизельный двигатель имел водяное охлаждение. Он был построен в Стокгольме конструктором Кнутом Сюндбеком (это был четвёртый по счёту двигатель, построенный фирмой Дизеля) и развивал 180 л. с. при 280 об/мин. Расход керосина был 7¾ унций на 1 л. с./час (около 500 л/сут.). При запасе керосина в 90 тонн дизель «Фрама» мог безостановочно работать 2273 часа (95 суток), обеспечивая скорость 4,5 узла. Дальность плавания при этом превышала 10 000 морских миль (18 500 км). Однако из-за особенностей конструкции требовалось использование маленького винта (5 футов 9 дюймов = 1,7 м диаметром), малоэффективного в штормовую погоду. Выхлопные газы отводились в трубу, проходящую через кормовую кают-компанию. Выхлоп регулировался по направлению ветра. От главного дизеля работали большая трюмная помпа и вентиляторы машинного отделения для работы в тропиках. Поскольку двигатели фирмы Дизеля в 1910-х годах были, скорее, экспериментальными моделями, создатель двигателя — швед Кнут Сюндбек — пошёл на «Фраме» главным мотористом.
Жилые помещения под кормовой полупалубой (8 кают и салон) предназначались для офицерского состава. Носовая кают-компания и жилые помещения в палубной надстройке на баке предназначались для матросов. Камбуз был общий, пища, подаваемая в обоих салонах, — одинаковая. Жилые помещения на юте не имели вентиляции и естественного освещения, поэтому в плавании в экваториальной зоне при работающем дизеле превращались в душегубку. Носовые помещения были более комфортабельными для тропиков, но холодными для полярных широт.
Теплоизоляция кают была обновлена: каюты на носу были обиты пробкой и двойной деревянной панелью со слоем просмолённого войлока, каюты на корме были обиты пробкой. Пол везде покрыт линолеумом. На носу «Фрама» было устроено специальное помещение для хранения мехов, окованное цинковыми листами. За ним располагался шпилевой отсек, оснащённый одноцилиндровым нефтяным двигателем системы Болиндера мощностью 1½ л. с. Передач было две: ремённая и цепная (предполагалась как аварийная для высоких широт).
Мостик был дополнен штурманской кабиной, отапливаемой охлаждением дизеля. Для отопления и освещения жилых помещений использовался керосин (200-свечовые газокалильные лампы «Люкс»). Баки для осветительного керосина располагались на кормовой полупалубе. Была заменена бизань-мачта, имевшая трещину у шпора. Из старой бизани были сделаны новый бушприт и утлегарь. Общая площадь парусов по проекту — 6640 кв. футов (616 м²).
Все внутренние помещения судна и переборки были обшиты тремя слоями досок с изоляцией из пробки. Фальшборт был обнесён прочной сеткой, чтобы предотвратить падение собак с палубы. Изнутри он был зашит досками. Вся палуба была накрыта тентом с отверстиями для парусных работ. Это было необходимо для защиты собак от солнца и дождя в тропических широтах. Для перевозки собак палуба была перекрыта дощатыми щитами, расположенными в двух дюймах от основной палубы. Это обеспечивало циркуляцию воздуха, позволяло держать собак в сухости даже в штормовую погоду и очищать щиты от экскрементов.
После выхода из Кристиании весной 1910 года осадка «Фрама» достигала 17 футов (5,2 м) на носу и 19 футов 5 дюймов (6 м) на корме, что соответствовало водоизмещению 1100 т.

### Экспедиция Амундсена к Южному полюсу
В 1908 году «Фрам» парламентским актом был передан экспедиции Амундсена, во время которой предполагалось начать в районе Берингова пролива пятилетний дрейф через Арктику с достижением Северного полюса, для чего следовало предварительно пересечь Атлантический и Тихий океаны. Из-за начала «полярной гонки» (американцы Роберт Пири и Фредерик Кук оспаривали друг у друга право именоваться первооткрывателями Северного полюса), Амундсен решился стать первым человеком, достигшим полюса Южного, но держал замыслы в тайне. В новом плане Амундсена «Фрам» становился судном снабжения полюсного отряда лыжников.
7 июня 1910 года «Фрам» отправился в Антарктику, имея на борту 20 человек команды, командир судна — лейтенант ВМФ Норвегии Т. Нильсен; в экспедиции участвовал также русский океанограф А. Кучин. Единственный заход в порт сделали 6 сентября в Фуншале, где отремонтировали подшипники гребного винта, — съёмная конструкция была ненадёжна. Было также запасено 35 т пресной воды (её заливали даже в большие шлюпки и топливные баки). 9 сентября произошёл инцидент: местные газеты опубликовали сообщения о походе Амундсена к Южному полюсу. Амундсен собрал команду и разъяснил свои истинные намерения, предложив несогласным вернуться на родину за его счёт.
Переход в Антарктиду (более 16 000 морских миль без захода в порты) осуществлялся медленно: «Фрам» был капризным в управлении и валким судном, вдобавок на борту находилось 97 ездовых собак. Экватор пересекли 4 октября, но не стали устраивать церемонии из-за отсутствия свободного места. За всё время было потеряно несколько собак: одну смыло за борт во время шторма, несколько умерли от болезней, но остальных удалось сохранить в форме до умеренных широт. 1 января 1911 года был замечен первый айсберг, 2 января экспедиция пересекла Южный полярный круг. Переход через паковые льды занял четверо суток (исходя из ветров и течений командир Нильсен предположил, что существует проход во льдах; предположение подтвердилось). 11 января был замечен Великий ледяной барьер, 14 января 1911 года «Фрам» вошёл в Китовую бухту.
Команда Амундсена (9 человек) соорудила стационарную базу «Фрамхейм», и после зимовки 5 человек достигли Южного полюса на 4 нартах, запряжённых 52 собаками. На полюсе они были с 14 по 17 декабря 1911 года. Амундсен вернулся на базу 26 января 1912 года.
15 февраля 1911 года «Фрам» покинул Китовую бухту, имея приказ пройти возможно южнее. Максимально достигнутая им точка была 78° 41’ ю. ш. На тот момент «Фрам» был судном, дальше других зашедшим и на север, и на юг. Судно шло вдоль Барьера Росса и с 17 по 23 февраля пробивалось сквозь паковые льды. 11—18 марта «Фрам» испытал сильнейшие штормы, не понеся никаких повреждений. Мыс Горн обогнули 31 марта, прибыв в эстуарий Ла-Плата в первый день Пасхи. Путь от Китовой бухты до Буэнос-Айреса занял 62 дня.
30 июня «Фрам» пересёк собственный курс из Хортена, замкнув тем самым кругосветную дистанцию. Капитан Нильсен выделил три месяца на океанографическую программу. К её выполнению приступили 11 июля 1911 года. Было обследовано пространство Южной Атлантики между Южной Америкой и Африкой протяжённостью в 8000 миль, расстояния между океанографическими станциями составляли 100 миль. Всего было проведено 60 станций, взята 891 проба воды и 190 — планктона. Всё это было отправлено в Норвегию для исследований. 29 июля «Фрам» побывал на острове Святой Елены. Океанографическую программу завершили 19 августа, вернувшись в Буэнос-Айрес 1 сентября в 24:00 по местному времени.
Здесь команда встретилась с экспедицией Вильгельма Фильхнера на судне «Дойчланд», которая отправилась 4 октября. Во время стоянки команда Нильсена была щедротами спонсора похода — дона Педро Кристоферсена — обеспечена всем необходимым, включая 50 тыс. литров керосина. Кроме того, Кристоферсен поставил на «Фрам» полный комплект парусов и закупил инвентаря и провианта на годы дрейфа (Нильсен имел приказ Амундсена: если что-то случится с береговым отрядом — идти к Берингову проливу, начинать дрейф по первоначальной программе). Кристоферсен обязался направить в Китовую бухту экспедицию, если «Фрам» не появится в Австралии в установленное время.
5 октября 1911 года «Фрам» направился эвакуировать отряд Амундсена. В штормовую погоду судно развивало максимальную скорость до 10 узлов. 13 ноября миновали острова Принс-Эдуард. 24 декабря появились первые айсберги. Кромки паковых льдов судно достигло 28 декабря. 10 января 1912 года «Фрам» прибыл в Китовую бухту. Амундсена пока не было. 16 января в Китовую бухту вошло японское судно «Кайнан-мару», его командир Нобу Сирасэ и лейтенант Комура побывали на «Фраме».
Покорители Южного полюса оставили «Фрамхейм» для нужд будущих экспедиций, забрав с собой 39 уцелевших собак (они будут переданы в Австралии Дугласу Моусону). 30 января 1912 года судно покинуло Китовую бухту в густом тумане. Переход через паковые льды занял 5 недель со средней скоростью 2 узла. 7 марта «Фрам» пришвартовался в Хобарте. Амундсен связался с Норвегией, сообщив, что все цели достигнуты. 30 марта Амундсен рейсовым пароходом отплыл в лекционное турне по Новой Зеландии и Аргентине, не слишком быстроходный «Фрам» прибыл в Буэнос-Айрес 26 мая — через 5 дней после приезда туда Амундсена. После возвращения всей команды в Норвегию экспедиционное судно осталось в Аргентине под присмотром командира Т. Нильсена.

## Сохранение корабля

### Вывод из состава флота
В 1913 году Амундсен планировал отправиться на «Фраме» в Арктику — дрейфовать к Северному полюсу по старому плану; для ремонта и доукомплектации следовало его перегнать из Буэнос-Айреса в Сан-Франциско. К осени представилась возможность использовать «Фрам» в церемонии открытия Панамского канала, 3 октября 1913 года «Фрам» под командованием Т. Нильсена прибыл в Колон. Поскольку к декабрю канал всё ещё не был открыт, от этой идеи Амундсен отказался. Переход из Колона обратно в Буэнос-Айрес был очень тяжёл: 100 дней непрерывно продолжались штормы. Деревянная конструкция, выдержавшая две арктические экспедиции и кругосветное плавание, была непоправимо испорчена тропическими древоточцами. Нашествие насекомых 2 января 1914 года уничтожило все бортовые запасы провианта. Только 25 марта 1914 года «Фрам» прибыл в Монтевидео, нуждаясь в капитальном ремонте. 16 июня 1914 года старое судно вернулось в Хортен и было поставлено на прикол. «Фрам» с 7 июня 1910 года два с половиной раза обогнул земной шар, пройдя 54 тыс. морских миль, по преимуществу — в умеренных и экваториальных водах. 11 августа последовала инспекция классификационного бюро: гниением были поражены вся подводная часть судна, внутренняя и наружная обшивки, палуба и палубные бимсы. Комиссия предложила немедленно снять два или три слоя обшивки, чтобы предотвратить гибель основной конструкции. Стоимость капитального ремонта оценивалась в 150 тыс. крон, что примерно равнялось стоимости постройки «Фрама».
В 1914 году с «Фрама» сняли весь инвентарь, для консервации судна ничего сделано не было. На ремонт не было средств, посещение туристами было запрещено. В 1916 году Амундсен начал строительство нового арктического судна, названного в честь королевы Норвегии — «Мод», следовательно, «Фрам» окончательно выбыл из строя. Правительство позволило Амундсену снять с «Фрама» всё, что пригодится в новой экспедиции; вопрос сохранения корабля как музея даже не ставился. Со старого судна демонтировали все мачты и стеньги, шлюпбалки с оснасткой, рулевое устройство, большой баркас и два вельбота, весь такелаж — стоячий и бегучий, все блоки, якорную лебёдку (с основными и вспомогательным якорями и верпом), трап, керосиновые баки, даже мебель из жилых помещений.
Осенью 1917 года разграбленный «Фрам» посетили Хельмер Хансен и Кнут Сюндбек — ветераны достижения Южного полюса, готовившиеся отплыть на «Мод». Хансен писал:

Ходить по судну было легко. Ни одной двери на месте не было, их отбросили в сторону. Мы зашли в салон, чтобы бросить взгляд на наши уютные некогда каюты. Двери здесь тоже были сорваны и частично разбиты, не было ни замков, ни петель. Всё было украдено. Человеческая жадность и здесь приложила свою опустошительную руку (в те времена многие становились ворами из-за маленького кусочка металла).

### Восстановление и сохранение «Фрама»
В 1925 году Отто Свердруп основал Комитет по сохранению «Фрама», существенную помощь оказал ему журналист Кнут Домас. После многолетних трудностей они сумели найти деньги на реконструкцию. 4 ноября 1929 года «судно викингов XX века» (по выражению Карстена Борхгревинка) было отбуксировано в Санде-фьорд на верфь Framnæs Værksted. Реконструкцией руководил лично Свердруп, который решил вернуть «Фраму» облик, который тот имел в экспедиции 1898—1902 годов, когда, по мнению специалистов, «корабль находился в наилучшей форме». Реконструкция шла быстро, поскольку уцелела вся проектная документация и чертежи. Самой существенной из трудностей было изготовление грот-мачты: к 1930-м годам в Норвегии оказалось невозможным найти сосновый ствол нужного размера. Один из американских друзей Свердрупа прислал подходящий мачтовый ствол, который, однако, оказался больше первоначальной мачты «Фрама». Свердруп тем не менее велел ставить его во всю длину.
Реставрация была завершена в кратчайшие сроки: уже 19 мая 1930 года была достигнута договорённость с руководством Тренделагской выставки в Тронхейме об участии в ней «Фрама». Историческое судно отбыло туда под командой Оскара Вистинга, но не своим ходом: его буксировал пароход «Хёвдиген». В сентябре «Фрам» отправился обратно. Поскольку Свердруп к тому времени был тяжело болен, ему предложили доставить судно в Саннвику, чтобы дать салют. Сам капитан заявил, что «слышать не желает об этой комедии».
12 октября 1930 года «Фрам» вернулся в Осло. Успех выставки в Тронхейме и многолюдная встреча в столице показали властям, что необходимо установить судно на берегу и обеспечить к нему доступ посетителей. 19 октября «Фрам» отбуксировали в Хортен, где он был установлен под навесом из гофрированной жести. В 1932 году судно перевели в Сарпсборг, где оно было выставлено для обозрения до 1934 года.
После смерти Свердрупа 26 ноября 1930 года председателем Комитета по сохранению «Фрама» стал Ларс Кристенсен, занимая этот пост до 1 февраля 1933 года. Его сменил Кнуд Рингнес, который сразу занялся вопросом сооружения Музея «Фрама» — ещё Свердруп рекомендовал установить судно на берегу под стеклянным шатром. Сооружение музея началось в 1935 году на полуострове Бюгдёй, его площадь должна была составить 1500 м². Сам «Фрам» с 1934 года находился в Хортене, где его ещё раз отремонтировали за государственный счёт.
6 марта 1935 года «Фрам» под командой Вистинга был отбуксирован в Осло. Операция по его установке на суше заняла более двух месяцев: судно тянул электромотор мощностью 2 л. с., обеспечивая скорость подъёма не более 1 см/мин. Операция по подъёму обошлась в 252 000 норвежских крон (8,5 миллионов на современные деньги), бо́льшую их часть пожертвовали моряки со всего мира. Строительство музея обошлось в 240 000 крон, не считая медной крыши (ещё 20 000 крон). Открытие музея состоялось 20 мая 1936 года, на нём присутствовали король Хокон VII и кронпринц Улаф. В церемонии участвовали представители всех экспедиций «Фрама»: от первой — командор-капитан Сигурд Скотт-Хансен, от второй — майор Гуннар Ингвальд Исаксен и кок Адольф Хенрик Линдстрём (участвовавший и в третьем плавании), от третьей — капитан Оскар Вистинг.
Оскар Вистинг в возрасте 57 лет скончался на борту «Фрама» в ночь на 4 декабря 1936 года. Он собирался подготовить доклад к празднованию 25-летия покорения Южного полюса; жил и работал в своей каюте. По преданию, он лёг в койку своего начальника — Амундсена — и скончался во сне, «верный до последнего вздоха», по выражению Т. Буманн-Ларсена.

### Историография
Первая книга о «Фраме» была опубликована в 1942 году норвежцем Оддом Арнесеном, но основное внимание было уделено конструкции судна, а не совершённым на нём экспедициям. Норвежский журналист и морской историк Тур Борх Саннес (норв. Tor Borch Sannes, 1940—2007) в 1986 году опубликовал на немецком языке специальную «биографию» — «„Фрам“: Приключения полярных экспедиций». Книга дважды издавалась в Норвегии (в 1989 году, в 2011 последовало дополненное издание), а в 1991 году была переведена с немецкого оригинала на русский язык. В 2014 году ветеран Береговой службы США и натуралист штата Вермонт Ч. Джонсон опубликовал первую историю «Фрама» на английском языке, основанную, в том числе, на норвежских источниках. Книга вызвала противоречивые отзывы рецензентов: Петер Шедерман хвалил тщательность работы с источниками и широкий охват разнообразных проблем полярной истории, для которых образ «Фрама» послужил фокусом. Рецензент пришёл к выводу, что даже профессиональный исследователь Арктики найдёт в этой книге источник вдохновения. Однако библиограф Роберт Брайс, автор двойной биографии Кука и Пири, счёл книгу слишком популярной, а исследователям рекомендовал использовать первоисточники, публикуемые «Музеем „Фрама“» на английском языке. Впрочем, он признавал, что книга хорошо написана и почти не содержит ошибок.

## Носители имени

### Суда
Построенный в 1958 году финский буксир Axel Enström позднее был переименован во «Фрам». Порт приписки — Турку.
В мае 2007 года для норвежской компании Hurtigruten Group был построен в Италии полярный туристический лайнер «Фрам». Судно является сравнительно небольшим (предназначено только для 300 пассажиров), его характеристики: водоизмещение 12 700 т, восемь палуб, длина 114 м, ширина — 20,2 м, скорость 13 узлов. Используется для сложных круизов вокруг Гренландии, во время зимы в Северном полушарии лайнер выполняет круиз вокруг Антарктиды.

### Географические и астрономические объекты
В честь «Фрама» названы следующие географические объекты:
- Остров Фрам, примыкающий к гряде островов Комсомольской Правды в Море Лаптевых[152].
- Впадина Фрам — глубоководная часть (до 5850 м)[153] Евразийской впадины Северного Ледовитого океана между хребтами Гаккеля и Ломоносова[154][155].
- Пролив Фрама между островом Гренландия и архипелагом Шпицберген. Соединяет Северо-Европейский и Арктический бассейны Северного Ледовитого океана.
- Пролив Фрам Карского моря между полуостровом Таймыр и островом Нансена в архипелаге Норденшельда.

Аргентинский спонсор экспедиции Амундсена — дон Педро Кристо́ферсен — в 1927 году основал город Фрам в департаменте Итапуа в Парагвае, названный в честь знаменитого корабля.
В честь «Фрама» в 1976 году назван Уступ Фрам (Fram Rupes) — уступ на Меркурии длиной 155 км.
В честь «Фрама» также назван ударный кратер на Марсе, открытый автоматическим вездеходом «Оппортьюнити» на Плато Меридиана (Meridiani Planum) 23 апреля 2004 года. Его диаметр всего 8 метров.

### Прочее
В честь «Фрама» названы также:
- Российско-норвежская лаборатория исследования климата Арктики имени «Фрама» Арктического и антарктического научно-исследовательского института Росгидромета[158];
- Футбольные и лыжные клубы в Норвегии, Финляндии (Аландские острова), на Фарерских островах и в Исландии. Исландский клуб «Фрам» (исл. Knattspyrnufélagið Fram), основанный в 1908 году, — один из самых титулованных футбольных клубов страны; в клубе также есть сильные мужская и женская команды по гандболу, неоднократно побеждавшие в чемпионате Исландии;
- Герой известной детской книги Чезара Петреску «Фрам — полярный медведь[рум.]»[159] (экранизация[рум.] в 1983 году).
- В 2008 году английский поэт и драматург Тони Харрисон поставил мистическую пьесу «Фрам», посвящённую в основном сложным перипетиям судеб Нансена и Юхансена[160].